# Rue du Pont Louis-Philippe
Die Rue du Pont Louis-Philippe ist eine Straße im 4. Arrondissement von Paris.

## Lage
Die Rue du Pont Louis-Philippe verläuft als Einbahnstraße in nordsüdlicher Richtung vom Quai de l’Hôtel de Ville zur Rue de Rivoli. Es gibt dabei folgende Straßenkreuzungen:
- Rue de l’Hôtel de Ville
- Rue Grenier sur l’Eau
- Allée des Justes parmi les Nations
- Rue François Miron.

## Namensursprung
Die Straße hat diesen Namen deshalb, weil sie an der Pont Louis-Philippe beginnt.

## Geschichte
Die Straße wird unter dem heutigen Namen per Verordnung vom 13. August 1833 zwischen dem Quai de l’Hôtel de Ville und der Rue François Miron auf dem Gelände des Stadthauses der Familie Barre und des Couvent des Filles-de-la-Croix eröffnet. In den Jahren von 1848 bis 1852 wurde sie unter den Namen «Rue de la Réforme» und «Rue du Pont de la Réforme» geführt.
Per Erlass vom 13. Juli 1885 wurde sie bis zur Rue de Rivoli verlängert, wobei ihr ein Teil der Rue Vieille du Temple zugeschlagen wurde:

« Le préfet de la Seine,
Vu la loi des 16–24 août 1790, titre XI, art. 3, § 1er;
Vu les lois des 18 juillet 1837 (art. 10) et 24 juillet 1867 (art. 17);
Vu le rapport et sur la proposition de l’inspecteur général des ponts et chaussées, directeur des travaux de Paris;
Arrête:
Article premier : La partie de la rue Vieille du Temple, comprise entre les rues François-Miron et de Rivoli, est réunie à la « rue du Pont-Louis-Philippe », dont elle forme le prolongement, sous le nom de cette dernière voie.
Article 2 : L’Inspecteur général des ponts et chaussées, Directeur des travaux de Paris, est chargé d’assurer l’exécution du présent arrêté, qui sera inséré au Recueil des actes administratifs de la préfecture.
Fait à Paris, le 13 juillet 1885.
E. Poubelle »

„Präfekt des Départements Seine
Gesetz vom 16.–24. August 1790, Titel XI, Artikel 3, § 1;
Gesetz vom 18. Juli 1837 (Art. 10) und 24. Juli 1867 (Art. 17);
Rapport und Vorschlag des Inspecteur général des ponts et chaussées, Directeur des travaux de Paris;
Anordnung:
Artikel 1: Der Teil der Rue Vieille du Temple zwischen der Rue François-Miron und der Rue de Rivoli ist mit der „Rue du Pont-Louis-Philippe“ verbunden, deren Verlängerung sie unter dem Namen der letztgenannten Straße bildet.
 Artikel 2: Der Inspecteur général des ponts et chaussées, Directeur des travaux de Paris, ist für die Durchführung dieses Dekrets verantwortlich, das in die Sammlung der Verwaltungsakte der Präfektur aufzunehmen ist.
Paris, 13. Juli 1885.
E. Poubelle“

Die Straße wurde in das Verzeichnis der Îlot insulabre n° 16 aufgenommen, war jedoch von der daraus folgenden Stadterneuerung nicht betroffen, da das Projekt der Erweiterung durch Abriss der Gebäude der geraden Nummern aufgegeben wurde.

## Sehenswürdigkeiten
- Nr. 6: Fassade einer ehemaligen Molkerei (20. Jahrhundert)[4]
- Nr. 20: Eugène François Vidocq hatte hier eine Detektei.
- Nr. 25: Rückseite der Mairie du 4e arrondissement de Paris